# Ксьонжниці (Свентокшиське воєводство)
Ксьонжниці (пол. Książnice) — село в Польщі, у гміні Пацанув Буського повіту Свентокшиського воєводства.
Населення — 294 особи (2011).
У 1975-1998 роках село належало до Келецького воєводства.

## Демографія
Демографічна структура на день 31 березня 2011 року:
|          | Загалом | Допрацездатний вік | Працездатний вік | Постпрацездатний вік |
| -------- | ------- | ------------------ | ---------------- | -------------------- |
| Чоловіки | 137     | 28                 | 95               | 14                   |
| Жінки    | 157     | 32                 | 95               | 30                   |
| Разом    | 294     | 60                 | 190              | 44                   |